# Pedrinha
Pedrinha é uma elevação portuguesa localizada no concelho de Lajes das Flores, ilha das Flores, arquipélago dos Açores.
Este acidente geológico tem o seu ponto mais elevado a 614 metros de altitude acima do nível do mar. Nesta elevação encontra-se o Miradouro da Pedrinha e nas suas proximidades a Lagoa Funda das Lajes e o Miradouro da Bouca da Baleia.